# 炙热沙城II
炙热沙城II（英語：Dust II），又名沙漠遺跡II、沙漠II、炙热沙城2、沙漠遺跡2、沙漠2，是第一人称射击游戏《反恐精英》系列中的一张經典游戏地图。炙热沙城2是另一张《反恐精英》地图——炙热沙城的续作，由大卫·约翰斯顿（David Johnston）在游戏发布前制作开发完毕。此地图注重简洁与平衡，玩家所在的反恐小組（CT阵营）及恐怖分子（T阵营）阵营需争夺在地图上相对称的两个炸弹安放区。
炙热沙城II随原版《反恐精英》游戏于2001年3月正式发布，之后便成为每款续作必備的基本地圖。2017年10月《反恐精英：全球攻势》的更新不仅为炙热沙城II带来了全新的艺术设计，还对其做出了一些微小调整。自发布以来，这张地图的热度只增不减，无论是《全球攻势》中的原版地图还是新版地图均受到了玩家的认可。除了部分中国大陆的玩家调侃此地图为“国图”以外，网络上还有各种各样与炙热沙城II相关的网络迷因。

## 设计

炙热沙城II的小地图，左右两侧橙色区域分别为炸弹安放区 B、A；上下两个绿色区域分别为反恐小組阵营及恐怖分子阵营的起始点

炙热沙城II是第一人称射击游戏《反恐精英》系列中的一张游戏地图。据《反恐精英》的合作设计者杰西·克利夫称，这张地图以摩洛哥的沙漠城市为背景。如游戏中的其他地图一样，玩家被分为两个阵营：恐怖分子与反恐小組。恐怖分子团队需要在规定时间内安放并引爆炸弹；反恐小組团队需要击杀所有恐怖分子以阻止其安放炸弹，或者拆除已安放的炸弹。恐怖分子必须控制炸弹安放区 A、B中的其中一个来安放炸弹；两个炸弹安放区离反恐小組起始点十分接近。本张地图有几个主要交火点：“中央”、“A点大道”及“B點隧道”。地图的缔造者大卫·约翰斯顿写道：“基本上，炙热沙城只不过是个長著一副手腳的數字8符號，它让交火更加密集，但同時也提供了战术上的迴旋餘地。”
两个阵营的主要交火点集中在游戏的战略要地。中央有三个重要片区：通道（上坡路，通向A小道）、隧道下方（从中央通向隧道上方）及中门（一对大门，通向反恐小組起始点）。在A点大道，同样有三个通向炸弹安放区A的战略要地：A门（两对大门，從恐怖分子起始点通向A点大道）、凹處（斜坡区，玩家在A门附近的躲藏點）及反恐小組起始点。B點隧道有两个交火点，一為隧道下方，二為隧道上方（通向炸弹安放区B或恐怖分子起始点）。
约翰斯顿在制作炙热沙城II的文章中表示“不得不确保这张新地图中的一切都与炙热沙城相同，但又不完全一樣”。他提取出使炙热沙城獨具特色的元素：简单结构、斜坡、箱子及“炙热沙城风格的大门”；但是，约翰斯顿还想别创新格，制作出近距离及远距离的交战区域，于是乎便分别创造出了B點隧道及A点大道。与制作炙热沙城时相比，约翰斯顿更加小心地使用“修整”功能（即分离两个物件的功能），并称自己“仅在需要时非常小心地尝试使用修整功能”。他为自己立下了一条条规定以防止自己滥用修整功能；若修整功能用得太多，地图结构将变得复杂，反之则会使地图看起来过于平淡無奇。炙热沙城II与炙热沙城的另一大区别是前者在开发过程中并无较大的布局变化。

## 历史
炙热沙城II是大卫·约翰斯顿为《反恐精英》系列首部游戏开发的地图，同时也是炙热沙城（Dust）的精神续作。由于约翰斯顿一开始认为这张地图称不上炙热沙城当之无愧的续作，故起初他将此地图命名为“炙热沙城 3”，但又在游戏发行前改回“炙热沙城 2”。这张地图设计简单，阵营平衡。在地图开发初期，通向“炸弹安放区 A”的“A 点大道”并不存在，其仅仅是因为引擎限制而存在。约翰斯顿曾设想让区域变得更大。开发过程中，可以提供掩护的洞穴、“炸弹安放区 B”的窗口及反恐小組起始点到炸弹安放区 A的长坡均被删除。
炙热沙城II于2001年3月13日在《反恐精英》1.1版本中首次亮相后，其随游戏本身收到了一点小修小改，地图画面与光源也都获得了更新。在《反恐精英：零点行动》及《反恐精英》Xbox版中，炙热沙城II的画质得到了进一步增强。

### 反恐精英：起源
《反恐精英：起源》使用了Valve当时最新的起源引擎，导致游戏的物理机制相比前作有着较大变化。炙热沙城II的画质在《反恐精英：起源》中得到了改善，地图中也添加了会影响游戏性的可移动物体（如轮胎、塑料瓶、铁桶等）和一些报废车辆。与此同时，作者在地图中添加了新的大门、降低了“中路”箱子的攀爬难度，还升高了恐怖分子起始点前的天花板，使得T阵营更容易从起始点向中门开火。

### 反恐精英：全球攻势
《反恐精英：全球攻势》相比前作《反恐精英：起源》有更大的画质提升，同时开发者将地图中出现的木门更换为铁门，使得子弹穿透更加困难。2017年2月3日的更新将炙热沙城II从竞技模式所使用的服役生涯地图组（职业比赛中的白名单地图组）中移除，“炼狱小镇”（Inferno）地图取而代之。休闲模式和死亡竞技模式中将炙热沙城II单独分为一个地图组。
八个月后，Valve发布了测试版重置地图，其消除鋸齒方便玩家辨識地圖環境，以及改良视觉效果和玩家的移動體驗。一周后，测试版地图正式加入游戏。2018年4月，炙热沙城II被放回服役生涯地图组中，取代原有的“古堡激战”（Cobblestone）。2022年11月，炙热沙城II被移出服役生涯地图组，由“阿努比斯”（Anubis）接替。

### 反恐精英2
在《反恐精英2》的开发过程中，与所有其他地图一起，Dust II进行了图形升级。该地图被Valve称为“试金石”地图，这意味着它获得了图形和照明增强功能，但将保留基本相同的布局
。

## 反响
截至2023年《反恐精英2》发布，炙热沙城II存在于《反恐精英》系列中的每款游戏，並且持续收到玩家及地图制作者的积极反馈。《反恐精英》地图制作者肖恩·斯内林（Shawn "FMPONE" Snelling）称“Valve的每张地图都看起来非常具有粘着力和感知力，使玩家可轻松知晓周遭战况。”《PC Gamer》的米奇·鲍曼（Mitch Bowman）如此称赞2017年的地图更新：“这是在不重新造轮子的情况下，对原有地图的微小、有趣及有益的翻修。”MailOnline的杰克·斯图尔特（Jack Stewart）写道这次更新使得此地图变得“美极了”（... drop-dead gorgeous）。《反恐精英》的职业选手们有着不一的观点；有些选手欣赏此次更新，而有些玩家则表示反对。杰克·伊普（Jake "Stewie2K" Yip）批评Valve将车辆加入地图中的行为，并称：“你可以完全躲在车后，而我认为这就有点优势过大了。”

### 影响及衍生創作
自2001年炙热沙城II的正式发布后，其一直就受到玩家社群的效仿、再创作和反对。2017年2月，此地图从《反恐精英：全球攻势》的服役生涯竞技地图组（职业比赛中所用地图组）中移除，取而代之的是“炼狱小镇”地图。彼时，职业玩家和游戏社群发出了强烈反响；彼得·哥尼（Peter "ptr" Gurney）称Valve“移除了一张平衡的地图，放入了一张我马上就能想到有4、5个问题的地图”。另一名职业选手法比安·菲伊（Fabien "kioShiMa" Fiey）认为“为什么所有人都那么惊讶？唯一一张从未重置过的地图被拿掉不是很正常吗？”
炙热沙城II还有诸多仿制地图及二次创作。2014年早期，有网民发现有人在现实中制造了炙热沙城II的翻版，但具体位置不详。炙热沙城II还被模组制作者改编到了其他游戏中。如《孤岛惊魂3》、《孤岛惊魂5》及《我的世界》等游戏中均有炙热沙城II的翻版。

### 网络迷因
在网络上流传着一种战术：恐怖分子方玩家购买作主武器，并立即冲往炸弹安放区B安放炸弹并驻守，利用炸弹安放区B易守难攻的地形优势和武器P90的性能来取得胜局，被部分玩家视为低劣的玩法并戏称为“Rush B”或“P90”。
炙热沙城II中笔直的中门通道廊常吸引使用狙击步枪的玩家远距离互射，由此引申出一个中文网络俚语“中门对狙”，意为直接正面冲突。其中一个例子为2015年科隆ESL One反恐精英锦标赛中，恐怖分子方的Fnatic队的成员使用4把AWP守着中门通道，反恐小組方的EnVyUs队成员apEX在试探中门通道时无奈被对方成员狙杀，Value曾在地图中设计了相应的墙面涂鸦来纪念这个事件。

## 脚注
1. ↑  原文：
2. ↑  原文：
3. ↑  原文：
4. ↑  原文：
5. ↑  原文：
6. ↑  原文：
7. ↑  原文：
8. ↑  原文：
9. ↑  原文：或
10. ↑  原文：
11. ↑  原文：
12. ↑  原文：
13. ↑  原文：
14. ↑  原文：
15. ↑  原文：
16. ↑  原文：
17. ↑  原文：
18. ↑  原文：